# Attatha flavata
Attatha flavata är en fjärilsart som beskrevs av Swinhoe 1917. Attatha flavata ingår i släktet Attatha och familjen nattflyn. Inga underarter finns listade i Catalogue of Life.